# 如此可爱的我们
《如此可爱的我们》是一部2020年中国大陆青春题材电视剧，由猫的树导演，李明德、田曦薇、尤浩然、李盈盈、李明源主演。该剧以2007年为背景，讲述了五个主角（編號1992）自小一起長大，主要描述他們自初中升入高中之后一系列關乎於成長 、夢想以及曖昧情愫的點點滴滴。该剧于2020年7月31日在爱奇艺首播，共16集。

## 演员表

### 主要演員
| 演員   | 角色   | 介紹 |
| 李明德 | 談宋   | 個性善良嘴巴卻很毒，特別是對黃橙子。 幼年喪母，父親長年在外教書，本與父親疏遠，後經過父親的努力和黃橙子的開導拉近了距離。與爺爺奶奶同住。 英文成績很差，喜歡籃球和黃橙子，與黃橙子是一對歡喜冤家，似乎從五歲就開始喜歡橙子，現為黃橙子男友。生日12月29日。 |
| 田曦薇 | 黃橙子 | 個性活潑大方呆萌可愛。 成績除了語文和英文，其他都很差，夢想是當作家。性格善良治癒，是大家的開心果。 和談宋從小吵到大，以前喜歡談歐陽，後來知道談歐陽有女友後放棄，後漸漸喜歡上談宋，現為談宋女友。                                                         |
| 尤浩然 | 賀今朝 | 祝今宵的哥哥。 成績是五位成員之中最差的，樹德家屬院食物鏈最底端，但也是裡頭的開心果與點子精。旺來小賣部合法繼承人之一。性格開朗，就算常因成績差被念也一點都不在乎。跳舞天賦不錯。                                                                          |
| 李明源 | 陳最   | 個性沈著冷靜、朋友們當中的和平使者、老好人一位。 學霸，家長口中「別人家的孩子」，不擅拒絕。 喜歡祝今宵，一直默默守護她，曾藉著節目效果向祝今宵表白過，但祝今宵似乎沒當回事。                                                                               |
| 李盈盈 | 祝今宵 | 賀今朝的妹妹。 外表冷酷，但其實有顆炙熱的心，只是從不表現出來。旺來小賣部合法繼承人之二，是五人組的團霸，集冷酷、可怕、凶殘於一身。 學霸，也是家長口中「別人的孩子」，時常與陳最輪流拿年級第一。 因為幾次被談歐陽幫助和保護而喜歡上談歐陽。                |

### 其他演員
| 演員   | 角色   | 介紹 |
| 李星   | 談歐陽 | 談宋的堂哥，向彤的前男友，西華大學高材生。黃橙子曾經的暗戀對象。 |
| 李星瑶 | 向彤   | 談歐陽的前女友，溫柔大方漂亮，成績也好。 |
| 赵岩松 | 谈德斌 | 談宋的爸爸，在新疆教書，不知道該怎麼彌補錯失兒子成長的缺憾。 |
| 張磊   | 黃振伍 | 黃橙子的爸爸，公交司機 |
| 趙倩   | 程紅霞 | 黃橙子的媽媽，一名會計 |
| 梁國榮 | 林爺爺 | 樹德院和藹的長輩，談爺爺的至交好友，在妻子過世後得了心梗。兒子大鵬和女兒曉慧分別在美國和廣州安家，本來要搬去美國跟兒子同住了，卻被兒子通知要搬家所以請其再等等，接著沒多久就因突發心梗過世。 |
| 謝興陽 | 劉高旭 | 九班的學霸，個性穩重，長相帥氣。曾跟黃橙子組過學習搭檔，喜歡黃橙子，四班班主任的姪子 |
| 刘宇航 | 姚浩南 | 七班的班草、賀今朝同班同學，本來黃橙子做為一個小迷妹很喜歡他，但他在籃球賽故意為難談宋使黃橙子衝上前與他理論。                                                                               |